# Cercopitec de Sykes
El cercopitec de Sykes (Cercopithecus albogularis) és un mico del Vell Món que viu entre Etiòpia i Sud-àfrica, incloent-hi el sud i l'est de la República Democràtica del Congo. En el passat se l'ha considerat coespecífic amb el mico blau (en el qual també s'incloïen el cercopitec daurat i el cercopitec argentat), però té una gran taca blanca a la gorja i la part de dalt del pit, a més d'una corona grisa.